# Ільків Марія Петрівна
Ільків Марія Петрівна (з дому – Українець), донька Петра та Розалії Українець, народилась 5 жовтня 1945 р, в с. Тростянці Монастириського району Тернопільської області в сім'ї заможних селян. 

## Життєпис
Батько – Петро Українець (1921 р.н.), у віці 26 років у 1947 р. розстріляний НКВС у Коропці Тернопільської області (на той час це був районний центр). Матір,  Розалію Українець (1922 р.н.), 21 жовтня  1947 р. з донькою Марією на руках було вислано на поселення Сєвєрний Руднік Копейского району Челябинської області. З 97 осіб вагону-товарняка, у якому везли і Марію з матір'ю, до вказаного місця поселення доїхали лише 27 чи 29 осіб (у тому числі одна дитина з неповнолітніх дітей – Марія). Решта людей були просто викинуті в сніги по дорозі до Сибіру.
Із місця поселення мати разом з іншими людьми втекла назад в Україну. У 1948 р. маму видала особа,  яка знала про втечу, і її вдруге заарештували. Коли вона втікала від НКВС, Марію просто з маминих рук  викинули на дорогу під лісом (це було весною), вона до 8 років виховувалася із бабцею Анною Балагурою. Маму засудили на 10 років за ст. 58 «За зраду Батьківщини». Термін відбувала в Челябинській тюрмі до 1953 року. Після смерті Сталіна всіх жінок, які мали малолітніх дітей, випустили з тюрем. Але мамі надали 2-тижневу відпустку, кошти і примусили привезти доньку Марію з України, оскільки вона перебувала в списках комендатури і була під наглядом до 1960 року. Таким чином, у 8-річному віці Марія Українець знову опинилася  на засланні, пішла знову до 1-го класу школи і закінчила 7 класів у 1960 році.  Оскільки нагляд з Марії, як і з дітей на спец-поселеннях, був знятий, мати відразу відправила її в Україну.
У  1964 році закінчила навчання, одружилася, має двох доньок, на сьогодні вони з чоловіком Михайлом мають чотирьох онуків і двох правнуків. 
У 1979 році закінчила Івано-Франківський педагогічний інститут. На той час вона також працювала завідувачкою ясел-садка «Промінь» (нині ЗСШ І ступеня імені Софії Русової, де Марія Ільків і працює директоркою).
Навчалася на юридичному відділенні у Прикарпатському університеті імені Василя Стефаника, який закінчила у 1999 році. Після закінчення як пошукачка працювала над дисертацією  «Правовий статус входження Західної України до складу СРСР», з даної теми має статті, опубліковані у фахових виданнях, виступи на науково-практичних конференціях Львівського та Івано-Франківського національних університетів, Тернопільської академії народного господарства, публіцистичні виступи в засобах масової інформації.  У 2007 році вийшла її книжка «1939 рік: Таємне стає явним».

## Дисертація
Поштовхом до того, що Марія погодилася на роботу над дисертацією у 1993 році (у віці 47 років), послужило те, що в Тернопільському обласному управлінні внутрішніх справ дізнавалася про свою біографію й біографію своєї родини Українців та Балагур, історію Західної України. 
Мешканка Коропця Ольга Фільчишин, яка була зв’язковою УПА,  Розалії Українець повідомила й показала місце розстрілу її чоловіка Петра Українця та Миколи Українця, його дядька. Це було в лісі біля Коропця, про що свідчили семеро людей (свідчення чотирьох завірені головою сільської ради). На той час Коропець був районним центром, і там знаходилося НКВС. Керував ним Курінний. Зі слів матері, вона написала 7 заяв на реабілітацію. Отже, Петра та Парасковею Українців – дідуся та бабусю, у 1946 році було вислано в Архангельську область, вони загинули. Батька мами, Степана Балагуру, і молоду дівчину у віці 18 років Стефанію Малінську привіз на подвір’я на возі один кінь убитими енкаведистами, а борошно, яке вони везли в ліс воякам УПА, забрали. Отже, вони були теж волонтерами того часу. Заяви на батька, на маму, на себе і на маминих братів Івана (1911 р.н.) та Михайла (1927 р.н.) Балагур, на всіх сімох було видано документи про реабілітацію. Слід зазначити, що Балагура Іван був заарештований ще в березні 1941 року, подальша доля його нам невідома. У 1948 році Балагуру Михайла спочатку було засуджено до розстрілу, потім замінено на 25 років тюрми, з них неповних 14 років він відсидів в Омській тюрмі суворого режиму. 

## Громадська діяльність
Марія Ільків з 1990-х років активно працює над відродженням національної спадщини українського народу, упроваджуючи педагогічні ідеї однієї із засновниць першого українського дитячого садка в Києві Софії Русової. Вона також використовує у своїй роботі педагогічні ідеї науковців Григорія Ващенка та академіка Мирослава Стельмаховича. Вивчала праці академіка Богдана Ступарика, використовувала їх у роботі з педагогами щодо становлення національної школи та формування національної свідомості педагогів і педагогинь, дітей та їх батьків.

## Нагороди
«Відмінник освіти» (1986 р.), лауреат педагогічної премії імені Богдана Ступарика  (2008 р.),  нагороджена нагрудним знаком «Софія Русова» (2010 р.), лауреат премії імені Марійки Підгірянки (2011р.). Двічі була обрана депутатом міської ради – 1994-1998 р.р., 2002-2006 р.р. Із 1996 року – голова міської організації Всеукраїнської Ліги Українських Жінок. 